# Maude Flanders
Maude Flanders (spelad av Maggie Roswell och Marcia Mitzman Gaven) är en rollfigur i den animerade tv-serien Simpsons.

## Biografi
Maude var mor till Rod och Todd Flanders och älskad maka till Ned Flanders. Maude dog när hon föll ner från en Nascar-arena. Det fanns en grupp med underhållare som sköt t-tröjor genom bazookas. De sköt tröjorna ut till publiken, och Homer ropade att han ville ha en så att de till slut sköt allihopa mot honom, men precis då böjde han sig ner. Därmed träffade tröjorna Maude som föll ner från arenan och dog, och dessutom stod Homers bil parkerad så att ambulansen inte kunde komma fram. Ned Flanders sista ord till Maude var "No footlongs" och det gällde längden på varmkorvarna som Maude skulle köpa.
Precis som pastor Lovejoy nämnde under predikan på hennes begravning hade hon inga utmärkande karaktärsdrag, och ingen betydande roll i serien annat än att visa att Neds barn var inomäktenskapliga. Många fans tror att manusförfattarna lät henne dö för att hon gav fler bra manusidéer som död än levande. Maude är en av de få så kallade fasta karaktärer som verkligen försvann när hon dog. Flera andra har dött några gånger, men senare varit tillbaka i nästa avsnitt.
Homer Simpson har alltid varit lätt förälskad i Maude.
Homer har visat detta ständigt, särskilt när Maude var uppklädd för att gå på familjen Simpsons fester. Maude har dock inte gett Homer någon kyss (som han hoppats på) utan bara försökt ignorera Homers kärleksförklaringar.